# Великобоярка
Великобоярка (укр. Великобоярка) — село, относится к Подольскому району Одесской области Украины.
Население по переписи 2013 года составляло 396 человек. Почтовый индекс — 66430. Телефонный код — 4863. Занимает площадь 0,93 км². Код КОАТУУ — 5120282802.

## Местный совет
66431, Одесская обл., Подольский р-н, с. Коховка